# ひよどり展望公園
ひよどり展望公園（ひよどりてんぼうこうえん）は、神戸市兵庫区鵯越筋にある公園。市道夢野白川線（旧西神戸有料道路）の鵯トンネル入り口の上にある。山頂に展望台があり瀬戸内海を望むことができる。ハイキングコースになっている。
源義経の「鵯越の逆（坂）落とし」で有名。三草山合戦を制した義経が、軍を二手に分け、平家の本陣の裏にあたる鵯越の急斜面を駆け下りて、予想を裏切る奇襲攻撃を仕掛け、勝利に導いたとされる。

## 交通アクセス
神戸市営バス・阪急バス
神戸駅バスターミナル発
- 65系統 : ひよどり台方面行（神戸市営バス）
- 123系統 : ひよどり台・しあわせの村方面行（神戸市営バス）
- 150系統 : しあわせの村・西鈴蘭台駅前方面行（神戸市営バス・阪急バス）
- 151系統 : ひよどり台北口・西鈴蘭台駅前方面行（阪急バス）

最寄の停留所 : 滝山町